# 己婁王
己婁王(？—128年)，百濟第三代王，公元77~128年在位，是次代王多婁王之長子。
《三國史記》記載，己婁王即位之初，仍維持進犯新羅的政策。但隨後百濟發生了一連串天災和異變，包括兩次日蝕、多次地震、旱災、風災、水災、以及饑荒等等。於是改變策略，遣使向新羅求和修好，聯手共抗靺鞨，也一度發兵解救過受靺鞨侵略的新羅。